# Yèvres-le-Petit
Yèvres-le-Petit település Franciaországban, Aube megyében. Lakosainak száma 54 fő (2022. január 1.). Yèvres-le-Petit Braux, Courcelles-sur-Voire, Pars-lès-Chavanges és Rosnay-l’Hôpital községekkel határos.

## Népesség
A település népessége az elmúlt években az alábbi módon változott:
| Lakosok száma | 81   | 68   | 59   | 72   | 63   | 61   | 57   | 54   | 54   | 54   |
|               | 1968 | 1982 | 1990 | 2006 | 2013 | 2015 | 2017 | 2019 | 2020 | 2022 |